# Rozalin (powiat pruszkowski)
Rozalin – wieś sołecka w Polsce położona w województwie mazowieckim, w powiecie pruszkowskim, w gminie Nadarzyn.
W latach 1975–1998 miejscowość należała administracyjnie do województwa warszawskiego.